# Rue Georges-Wodli
Pour les articles homonymes, voir Wodli.
La rue Georges-Wodli (en allemand et en dialecte alsacien Neue Zeil) est une rue de la ville de Strasbourg qui fait la jonction entre les quartiers de la Gare et de Cronenbourg.

## Histoire
Georges Wodli est un cheminot résistant communiste alsacien né à Schweighouse-sur-Moder (Basse-Alsace, Alsace-Lorraine) le 15 juin 1900. Il subit les tortures de la Gestapo à Strasbourg dans ses locaux de la rue Sellénick. Il en meurt la nuit du 1er avril 1943 au 2 avril 1943.

## Description
La rue débute au carrefour entre le boulevard du Président-Wilson et la rue du Faubourg de Saverne dont elle constitue le prolongement. Elle croise la rue de Sarrelouis sur sa droite. À cette hauteur, débouche le tunnel Marais-Vert - Wodli en provenance de la rue du Marais-Vert et qui passe sous le boulevard Wilson. Le tunnel Saverne - Wodli a été comblé en 2010 lors des travaux de la ligne C du tramway de Strasbourg. Le tunnel Wodli - Sébastopol (aussi appelée pénétrante des Halles), qui aboutissait rue de Sébastopol, près de la place des Halles, est fermé depuis 2005 en raison d’inondations récurrentes. La rue passe ensuite sous les voies ferrées, via un court tunnel. À la sortie de ce tunnel, la rue s'incurve vers le nord-ouest. Elle croise la rue du Rempart, à gauche, et la rue Claude Chappe, à droite. Elle enjambe ensuite le fossé des Remparts (pont de la Porte de Saverne) puis passe sous l'autoroute et aboutit à proximité de la gare de Strasbourg-Cronenbourg.
Au no 19, se situe la gare basse, l'ancienne gare aux marchandises de la gare centrale. Elle est aujourd'hui occupée par le technicentre Alsace.

### Transports en commun
L'arrêt de bus Wilson de la ligne G du BHNS de Strasbourg se trouve au début de la rue, au croisement avec le boulevard du Président-Wilson.

### Circulation routière
La circulation est à double sens.

Au début de la rue, au carrefour avec le boulevard du Président-Wilson, se trouve le parking Gare-Wodli.

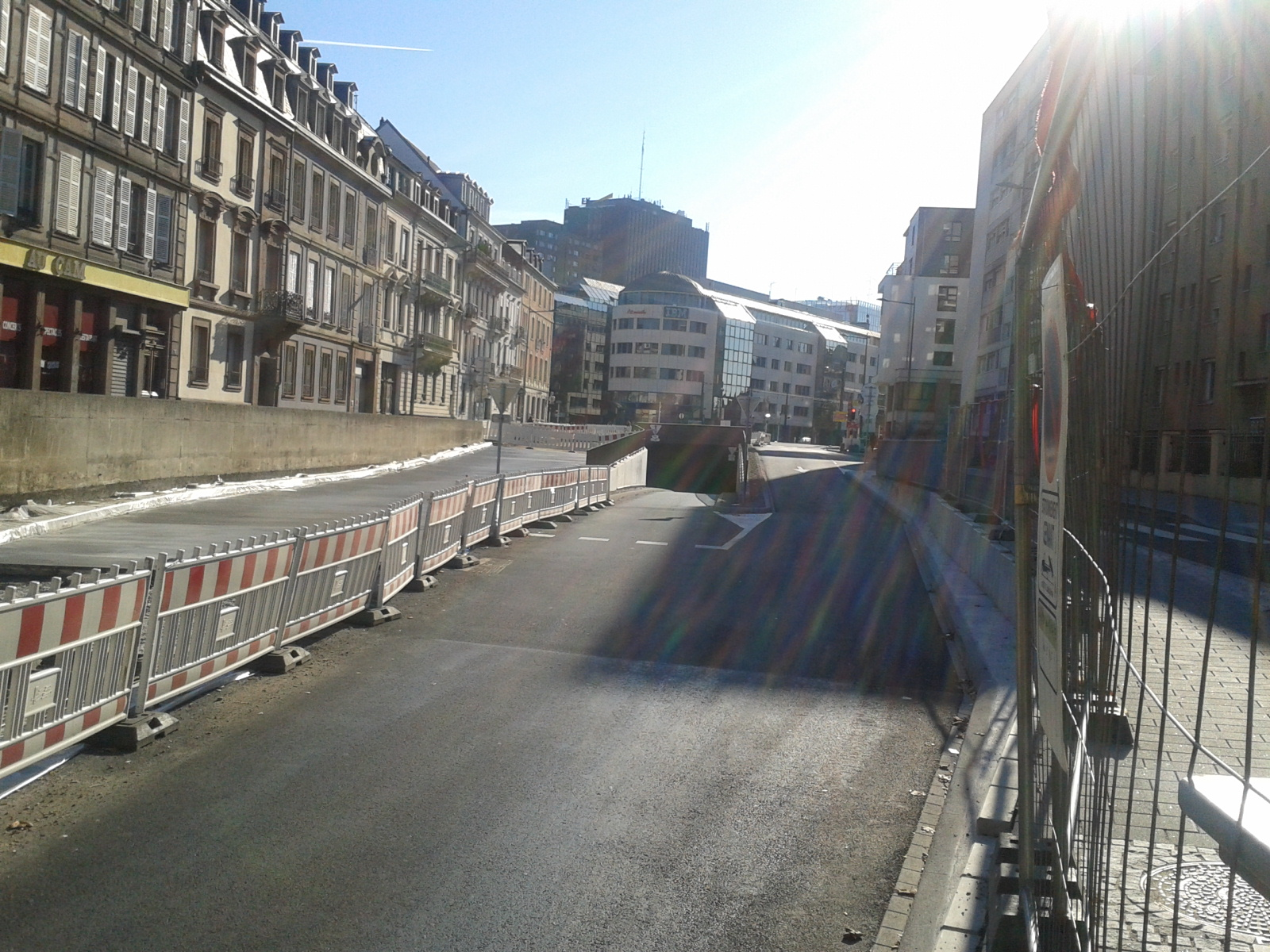
La rue vue du tunnel sous les voies ferrées avec au fond la sortie du tunnel routier Marais-Vert - Wodli.
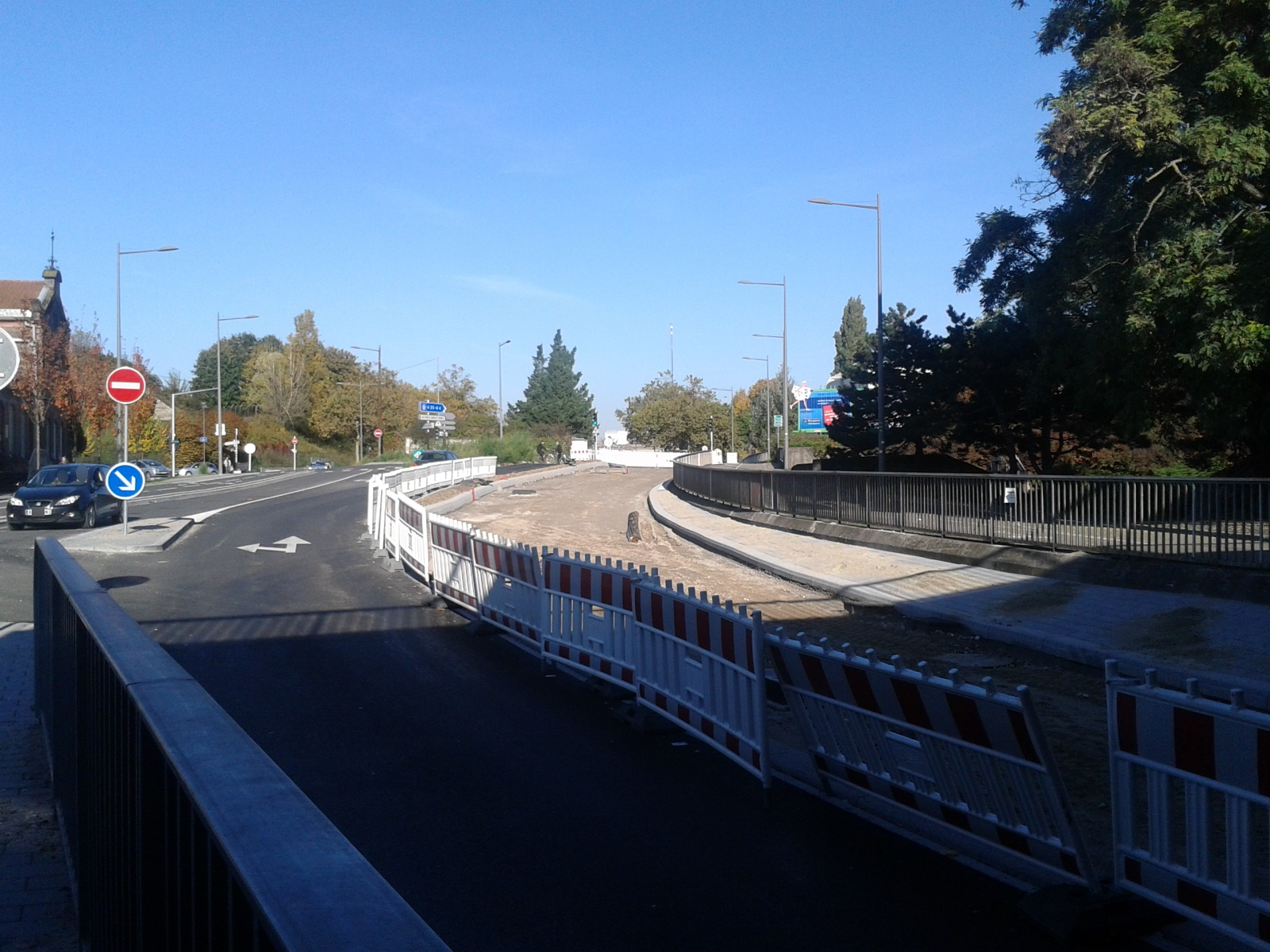
La rue après le tunnel sous les voies ferrées.
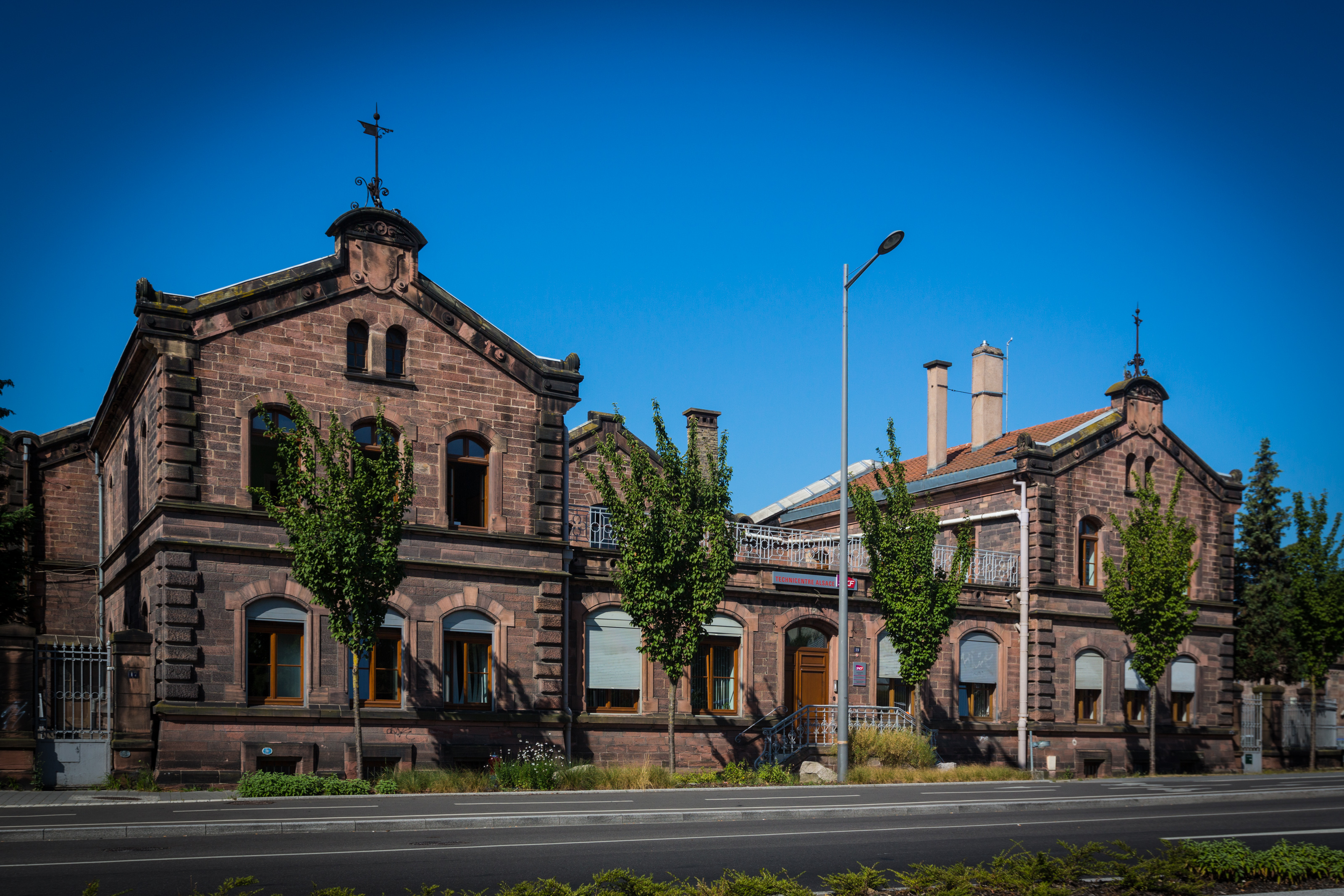
La gare basse, siège du technicentre Alsace au no 19.